# Pezoporus wallicus
Il pappagallo terragnolo (Pezoporus wallicus (Kerr, 1792)) è un uccello della famiglia degli Psittaculidi originario delle regioni sud-orientali dell'Australia e della Tasmania.

## Descrizione

### Dimensioni
Misura 30 cm di lunghezza per circa 130 g di peso.

### Aspetto
Questo pappagallo di medie dimensioni dà l'impressione di avere una silhouette longilinea, sensazione rafforzata dalla presenza di una coda molto lunga terminante a punta. Ai fini di una corretta identificazione sono utili anche la forma arrotondata delle ali e quella affilata e appuntita del becco.
Gli adulti hanno un piumaggio verdognolo con motivi neri e gialli a forma di scaglioni o di macchie che servono per fondersi con l'ambiente circostante. Una fascia rossa attraversa tutta la fronte. La faccia e la parte alta del petto presentano un bel colore verde uniforme. Il vertice verde è abbondantemente striato di nero.
I fianchi e l'addome giallastri presentano delle nitide fasce nere. La coda verde opaco mostra delle tacche gialle sui bordi esterni. Nella femmina, è possibile vedere una striscia giallo chiaro sul lato inferiore dell'ala. Gli immaturi sono privi di fascia frontale rossa e hanno faccia e petto macchiati di nero. Nel pappagallo terragnolo occidentale, invece, il ventre è giallo brillante e le fasce nere che lo ricoprono sono estremamente discrete.
A prima vista entrambe le specie di pappagalli terragnoli ricordano moltissimo il pappagallo notturno, ma quest'ultimo ha il ventre dorato e di colore uniforme e occupa un areale molto diverso.

### Voce
I pappagalli terragnoli cantano 30 minuti prima del sorgere del sole e 20 minuti dopo il tramonto. Emettono il loro richiamo anche quando sono in volo. Nelle giornate in cui la luce solare è piuttosto scarsa a causa del maltempo, prolungano la durata delle loro esibizioni del mattino e del tardo pomeriggio.
Il repertorio di questo pappagallo comprende molti tipi di fischi (acuti, tenui, tintinnanti, risonanti o simili al frinire degli insetti) che è possibile udire in tutti i mesi dell'anno. I richiami più frequenti, tee-ti, tee-ti, teeti o tee-titi, tee-titi, tee-titi, tee-titi, vengono spesso emessi in volo.
Durante il periodo nuziale, i maschi producono una sorta di gracidio simile a quello delle rane per annunciare quando si avvicinano al nido. I nidiacei e i giovani usano dei richiami aspri e trepidanti per sollecitare il cibo.

## Biologia

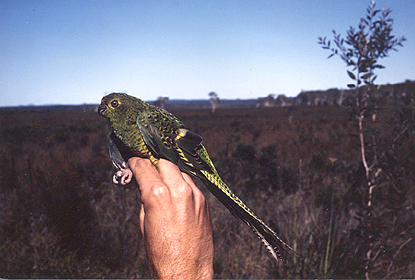
Esemplare nel Great Sandy National Park (Queensland).

Come indica il loro nome volgare, questi uccelli sono riluttanti al prendere il volo. Nelle rare occasioni in cui vi si cimentano, il loro volo a zig-zag ricorda quello di un piro piro piccolo o di una beccaccia e si sviluppa solamente su una breve distanza (circa 30 metri). Una volta atterrati, cercano il riparo di una fitta copertura vegetale e possono essere molto difficili da rilocalizzare.
Contrariamente a quanto credono molte persone, i pappagalli terragnoli conducono un'esistenza diurna, ma a causa del loro carattere prudente e sfuggente sono spesso difficili da individuare, se non quando fuggono precipitosamente e fanno udire il forte battito delle ali poco prima di tuffarsi tra il fogliame. Sono attivi dall'alba fino a metà mattinata e anche nel tardo pomeriggio. Di notte, qualunque sia la stagione, stabiliscono dormitori comuni nelle zone aride.
Questi pappagalli sono per lo più sedentari e vivono in coppie unite su un territorio che raggiunge spesso i 9 ettari, anche se questa superficie può occasionalmente cambiare. Tra febbraio e maggio, è possibile assistere ad una vasta dispersione post-riproduttiva durante la quale questi uccelli si allontanano di circa 120 chilometri dalla loro area di nidificazione.

### Alimentazione
I pappagalli terragnoli si nutrono principalmente dei semi delle piante erbacee, con una particolare predilezione per il Gymnoschoenus sphaerocephalus, ma anche per la Mesomelaena e il Leptocarpus tenax della famiglia delle restionacee. Tornati al nido, questi uccelli rigurgitano anche semi di piante coltivate, che senza dubbio raccolgono sui terreni agricoli.
Sebbene vengano considerati dei consumatori opportunisti in grado di sfruttare qualsiasi risorsa alimentare, gli esemplari che vivono in Tasmania dipendono spesso dall'erba Gymnoschoenus sphaerocephalus.

### Riproduzione
I pappagalli terragnoli nidificano generalmente tra luglio e dicembre, ma in un caso una covata è stata scoperta anche nel mese di marzo. Il nido è costituito da una semplice depressione poco profonda sul terreno, spesso foderata con steli o foglie. È situato alla base di un ciuffo d'erba o di un cespuglio a livello del suolo ed è nascosto in una camera di cova alla quale si accede attraverso un piccolo tunnel tra la vegetazione. Le piante essenziali che compongono il sito sono erbe del genere Empodisma, appartenenti alla categoria delle graminacee, code di canguro (Xanthorrhoea) e Banksia a foglia larga. Di 20 nidi rinvenuti, 18 erano situati in brughiere aride e solo 2 in zone di transizione tra zone umide e secche. Tutte queste località non erano state colpite da incendi da almeno quattro anni. La densità riscontrata era bassa: di 1-3 nidi ogni 10 ettari.
Ogni covata comprende abitualmente 3 o 4 uova - anche se quelle della sottospecie della Tasmania (P. w. leachii) possono comprenderne anche 6 -, che si schiudono dopo almeno 20 giorni. I piccoli sono nidicoli e non abbandonano il nido prima di 20-28 giorni, poco prima di essere in grado di volare. Il tasso di fallimento della nidificazione è piuttosto alto, con valori compresi tra il 22 e il 31%. In certe annate solamente 1-9 piccoli su cento raggiungono l'età dell'involo.

## Distribuzione e habitat
Il pappagallo terragnolo è endemico dell'Australia: il suo areale è ristretto al litorale sud-orientale del continente. Il limite settentrionale della sua area di diffusione arriva poco a nord di Maryborough, nel sud del Queensland, in prossimità della città di Hervey Bay.
I pappagalli terragnoli vivono generalmente nelle distese di graminacee che fronteggiano le coste e nelle brughiere vicine, fino a 1800 m di altitudine. Le brughiere con prevalenza di boscaglia che hanno subito un incendio nel corso degli ultimi dieci anni sono generalmente considerate il loro habitat ottimale. Tuttavia, la specie ha dimostrato di prosperare bene anche in quelle brughiere dove predominano canne palustri ed erbe e che hanno subito un incendio da 15-18 anni.
All'interno delle brughiere, questi uccelli si concentrano nelle zone più secche da metà autunno fino alla fine della primavera. Gli ambienti umidi, invece, vengono frequentati dall'estate fino ai primi dell'autunno, probabilmente in relazione con l'abbondanza di semi in questo periodo dell'anno. I pappagalli terragnoli si possono trovare anche in prossimità degli estuari, su terreni paludosi con presenza di boschetti di canne, nonché in praterie e pascoli. In Tasmania, la specie occupa un habitat piuttosto insolito, costituito da un miscuglio o un mosaico di brughiera, cariceto e boscaglia.

## Tassonomia
Ne esistono due sottospecie:
- P. w. wallicus (Kerr, 1792), diffusa lungo le coste dell'Australia orientale e sud-orientale, dal Queensland sud-orientale al Victoria occidentale;
- P. w. leachi Mathews, 1912, endemica della Tasmania.

Fino a poco tempo fa veniva riconosciuta una terza sottospecie, P. w. flaviventris, molto rara e diffusa nella fascia costiera dell'Australia sud-occidentale compresa tra il fiume Fitzgerald e Cape Arid; le analisi molecolari, tuttavia, hanno dimostrato che si tratta di una specie a sé stante, nota con il nome comune di pappagallo terragnolo occidentale (P. flaviventris).

## Conservazione
Secondo la IUCN, il pappagallo terragnolo non è una specie minacciata di estinzione a livello globale. La perdita dell'habitat dovuta principalmente alla crescita urbana e alla modernizzazione dell'agricoltura è stata senza dubbio accentuata dall'utilizzo della tecnica inappropriata del debbio e dalla piantumazione di pini lungo il litorale.
Queste pratiche inadeguate hanno avuto come conseguenza immediata una grande frammentazione dell'habitat della specie e la drastica riduzione del numero di esemplari. I segni di tale declino sono visibili soprattutto sul continente.
Sebbene la popolazione della Tasmania superi probabilmente le 100.000 unità, quella presente nel sud-est del continente è molto più scarsa e non supera i 3000 esemplari. Anche la densità è piuttosto bassa, di appena 4 uccelli ogni 10 ettari.